# Qualificazioni al campionato mondiale di calcio 1998 - OFC
Sono elencate di seguito le date e i risultati della zona oceanica (OFC) per le qualificazioni al mondiale del 1998.

## Formula
10 membri FIFA si contendono i 0,5 posti disponibili per la fase finale: due turni di qualificazione, con  Australia  Nuova Zelanda  Figi e  Tahiti qualificate di diritto al secondo turno.
- Primo turno: due gironi da tre squadre (gruppo polinesiano e gruppo melanesiano), con partite di sola andata. La vincente del gruppo melanesiano accede al secondo turno; la seconda classificata del gruppo melanesiano e la vincente di quello polinesiano si sfidano con partite di andata e ritorno, la vincente accede al secondo turno.
- Secondo Turno: due gironi di qualificazione, con partite di andata e ritorno. Le vincenti di ogni girone si scontrano con partite di andata e ritorno. La vincente del playoff gioca lo spareggio con la quarta classificata del girone finale dell'AFC.

## Primo Turno

### Gruppo Melanesiano
| Data              | Luogo | Squadra 1          | Risultato | Squadra 2      |
| ----------------- | ----- | ------------------ | --------- | -------------- |
| 16 settembre 1996 | Lae   | Papua Nuova Guinea | 1 - 1     | Isole Salomone |
| 18 settembre 1996 | Lae   | Isole Salomone     | 1 - 1     | Vanuatu        |
| 20 settembre 1996 | Lae   | Papua Nuova Guinea | 2 - 1     | Vanuatu        |

| Pos | Squadra            | Pti | G | V | N | P | GF | GS | DR |
| --- | ------------------ | --- | - | - | - | - | -- | -- | -- |
| 1   | Papua Nuova Guinea | 4   | 2 | 1 | 1 | 0 | 3  | 2  | +1 |
| 2   | Isole Salomone     | 2   | 2 | 0 | 2 | 0 | 2  | 2  | 0  |
| 3   | Vanuatu            | 1   | 2 | 0 | 1 | 1 | 2  | 3  | -1 |

 Papua Nuova Guinea qualificata al secondo turno;  Isole Salomone qualificata allo spareggio del primo turno contro  Tonga.

### Gruppo Polinesiano
| Data             | Luogo      | Squadra 1 | Risultato | Squadra 2  |
| ---------------- | ---------- | --------- | --------- | ---------- |
| 11 novembre 1996 | Nukuʻalofa | Tonga     | 2 - 0     | Isole Cook |
| 13 novembre 1996 | Nukuʻalofa | Samoa     | 2 - 1     | Isole Cook |
| 15 novembre 1996 | Nukuʻalofa | Tonga     | 1 - 0     | Samoa      |

| Pos | Squadra    | Pti | G | V | N | P | GF | GS | DR |
| --- | ---------- | --- | - | - | - | - | -- | -- | -- |
| 1   | Tonga      | 6   | 2 | 2 | 0 | 0 | 3  | 0  | +3 |
| 2   | Samoa      | 3   | 2 | 1 | 0 | 1 | 2  | 2  | 0  |
| 3   | Isole Cook | 0   | 2 | 0 | 0 | 2 | 1  | 4  | -3 |

 Tonga qualificata allo spareggio del primo turno contro  Isole Salomone.

### Spareggio Primo Turno
| Data             | Luogo      | Squadra 1      | Risultato | Squadra 2      |
| ---------------- | ---------- | -------------- | --------- | -------------- |
| 15 febbraio 1997 | Nukuʻalofa | Tonga          | 0 - 4     | Isole Salomone |
| 1º marzo 1997    | Honiara    | Isole Salomone | 9 - 0     | Tonga          |

 Isole Salomone qualificata al secondo turno.

## Secondo Turno

### Gruppo A
| Data           | Luogo  | Squadra 1      | Risultato | Squadra 2      |
| -------------- | ------ | -------------- | --------- | -------------- |
| 11 giugno 1997 | Sydney | Australia      | 13 - 0    | Isole Salomone |
| 13 giugno 1997 | Sydney | Australia      | 5 - 0     | Tahiti         |
| 15 giugno 1997 | Sydney | Isole Salomone | 4 - 1     | Tahiti         |
| 17 giugno 1997 | Sydney | Isole Salomone | 2 - 6     | Australia      |
| 19 giugno 1997 | Sydney | Tahiti         | 0 - 2     | Australia      |
| 21 giugno 1997 | Sydney | Tahiti         | 1 - 1     | Isole Salomone |

| Pos | Squadra        | Pti | G | V | N | P | GF | GS | DR  |
| --- | -------------- | --- | - | - | - | - | -- | -- | --- |
| 1   | Australia      | 12  | 4 | 4 | 0 | 0 | 26 | 2  | +24 |
| 2   | Isole Salomone | 4   | 4 | 1 | 1 | 2 | 7  | 21 | -14 |
| 3   | Tahiti         | 1   | 4 | 0 | 1 | 3 | 2  | 12 | -10 |

 Australia qualificata.

### Gruppo B
| Data           | Luogo        | Squadra 1          | Risultato | Squadra 2          |
| -------------- | ------------ | ------------------ | --------- | ------------------ |
| 31 maggio 1997 | Port Moresby | Papua Nuova Guinea | 1 - 0     | Nuova Zelanda      |
| 7 giugno 1997  | Ba           | Figi               | 0 - 1     | Nuova Zelanda      |
| 11 giugno 1997 | Auckland     | Nuova Zelanda      | 7 - 0     | Papua Nuova Guinea |
| 11 giugno 1997 | Suva         | Figi               | 3 - 1     | Papua Nuova Guinea |
| 18 giugno 1997 | Auckland     | Nuova Zelanda      | 5 - 0     | Figi               |
| 21 giugno 1997 | Port Moresby | Papua Nuova Guinea | 0 - 1     | Figi               |

| Pos | Squadra            | Pti | G | V | N | P | GF | GS | DR  |
| --- | ------------------ | --- | - | - | - | - | -- | -- | --- |
| 1   | Nuova Zelanda      | 9   | 4 | 3 | 0 | 1 | 13 | 1  | +12 |
| 2   | Figi               | 6   | 4 | 2 | 0 | 2 | 4  | 7  | -3  |
| 3   | Papua Nuova Guinea | 3   | 4 | 1 | 0 | 3 | 2  | 11 | -9  |

 Nuova Zelanda qualificata.

## Playoff
| Data           | Luogo    | Squadra 1     | Risultato | Squadra 2     |
| -------------- | -------- | ------------- | --------- | ------------- |
| 28 giugno 1997 | Auckland | Nuova Zelanda | 0 - 3     | Australia     |
| 5 luglio 1997  | Sydney   | Australia     | 2 - 0     | Nuova Zelanda |

 Australia qualificata allo spareggio con l' Iran (quarta classificata dell'AFC).